# 고이우에역
고이우에역(일본어: 己斐上駅, こいうええき 코이우에에키[*])은 일본 히로시마현 히로시마시 니시구에 있는 히로시마 신교통 1호선의 미개통 역이다.
| 1 | ■ 하행 | 고이나카 · 니시히로시마 방면 |
| 2 | ■ 상행 | 이시우치히가시 · 사쓰키가오카1 · 고이키코엔마에 · 오즈카 · 오바라 · 다카도리 · 가미야스 · 야스히가시 · 비샤몬다이 · 오마치 · 나카스지 · 기온신바시키타 · 후도인마에 · 우시타 · 신하쿠시마 · 겐초마에 · 혼도리 방면 |

히로시마 고속 교통의 고이우에 역은 섬식 승강장 1면 2선의 구조를 갖춘 고가역이다.

## 인접역
| 히로시마 고속 교통 히로시마 신교통 1호선 | 히로시마 고속 교통 히로시마 신교통 1호선 | 히로시마 고속 교통 히로시마 신교통 1호선 |
| ---------------------------------------- | ---------------------------------------- | ---------------------------------------- |
| 이시우치히가시 혼도리 방면               | ■ 아스트램 라인                          | 고이나카 니시히로시마 방면               |